# Desivojce
Desivojce (albanska: Desivojcë, serbiska: Десивојце, albanska: Desivojsë) är ett samhälle i Kosovo. Det ligger i den östra delen av landet, 50 km öster om huvudstaden Priština. Desivojce ligger 805 meter över havet och antalet invånare är 177.
Terrängen runt Desivojce är kuperad, och sluttar västerut. Runt Desivojce är det ganska tätbefolkat, med 222 invånare per kvadratkilometer. Närmaste större samhälle är Kamenica, 15,8 km sydväst om Desivojce. Omgivningarna runt Desivojce är en mosaik av jordbruksmark och naturlig växtlighet.